# 熱帶風暴桑卡 (2022年)
熱帶風暴桑卡（英語：Tropical Storm Sonca，國際編號：2219，聯合颱風警報中心：WP222022）是2022年太平洋颱風季第19個被命名的風暴。「桑卡」（越南語：Sơn ca，國際音標：[səːn˧ kaː˧]）一名乃由越南所提供，即小雲雀，是一種居於深山中、啼聲美妙的雀鳥。

## 發展過程
10月11日，一個熱帶擾動在菲律賓馬尼拉西南偏西方生成，美國海軍研究實驗室給予擾動編號90W。
10月13日上午8時，日本氣象廳將其升格為熱帶低氣壓，並直接對其發布烈風警報。同時，台灣中央氣象局將其升格為熱帶性低氣壓，給予編號TD22。下午4時，香港天文台將其升格為熱帶低氣壓。
10月14日上午8時，聯合颱風警報中心將其升格為熱帶低氣壓，給予熱帶氣旋編號22W。下午2時，日本氣象廳將其升格為熱帶風暴，給予國際編號2219，並命名「桑卡」。同時，台灣中央氣象局將其升格為輕度颱風；中國國家氣象局和香港天文台將其升格為熱帶風暴。晚間8時，聯合颱風警報中心將其升格為熱帶風暴。
10月15日凌晨3時左右，中央水文氣象預報中心表示桑卡於越南廣義省海防市沿海登陸。上午8時，日本氣象廳將其降格為熱帶低氣壓。下午2時，香港天文台將其降格為熱帶低氣壓。晚間8時，日本氣象廳在天氣圖上移除該系統。

### 事後調整
日本氣象廳在11月16日發表的事後報告中，將桑卡的氣壓上調至998百帕。

## 影響
10月15日凌晨，桑卡在越南的廣義省登陸，並造成了越南中部的大洪水。其中在10月14日至15日的24小時內，峴港市下了700毫米的雨量導致該地區有10人死亡，經濟損失約6080萬美元。

## 熱帶氣旋警告使用紀錄

### 中國大陸
| 国家气象中心 颱風預警信號 | 国家气象中心 颱風預警信號 | 国家气象中心 颱風預警信號 |
| ------------------------- | ------------------------- | ------------------------- |
| 上一熱帶氣旋              | 颱風藍色預警信號          | 下一熱帶氣旋              |
| 超強颱風奧鹿              | 颱風藍色預警信號          | 強颱風納沙                |

## 外部連結
| 太平洋颱風季             |
| 主題頁 - 專題 - 編輯指南 |

- （日語）日本氣象廳首頁 （页面存档备份，存于）
- （英文）聯合颱風警報中心首頁 （页面存档备份，存于）
- （简体中文）中國國家氣象中心首頁 （页面存档备份，存于）
- （繁體中文）臺灣中央氣象局首頁 （页面存档备份，存于）
- （繁體中文）香港天文台首頁 （页面存档备份，存于）
- （繁體中文）澳門地球物理暨氣象局首頁 （页面存档备份，存于）
- （英文）菲律賓大氣地球物理和天文管理局 惡劣天氣公告 （页面存档备份，存于）
- （泰文）泰國氣象局首頁 （页面存档备份，存于）